# Geldo
Geldo es un municipio de la comarca del Alto Palancia, de la provincia de Castellón, en la Comunidad Valenciana, España, situada en la ribera del río Palancia en su vereda derecha. Con superficie poco accidentada sobre la Vega del Palancia, tiene por la parte este el barranco de la Viñas. Está situado en el camino natural que une Aragón con la Comunidad Valenciana al sur de la provincia de Castellón. Cuenta con una población de 651 habitantes (INE 2024). Se trata de un municipio castellanohablante, en el que el castellano cuenta con el predominio lingüístico reconocido legalmente.

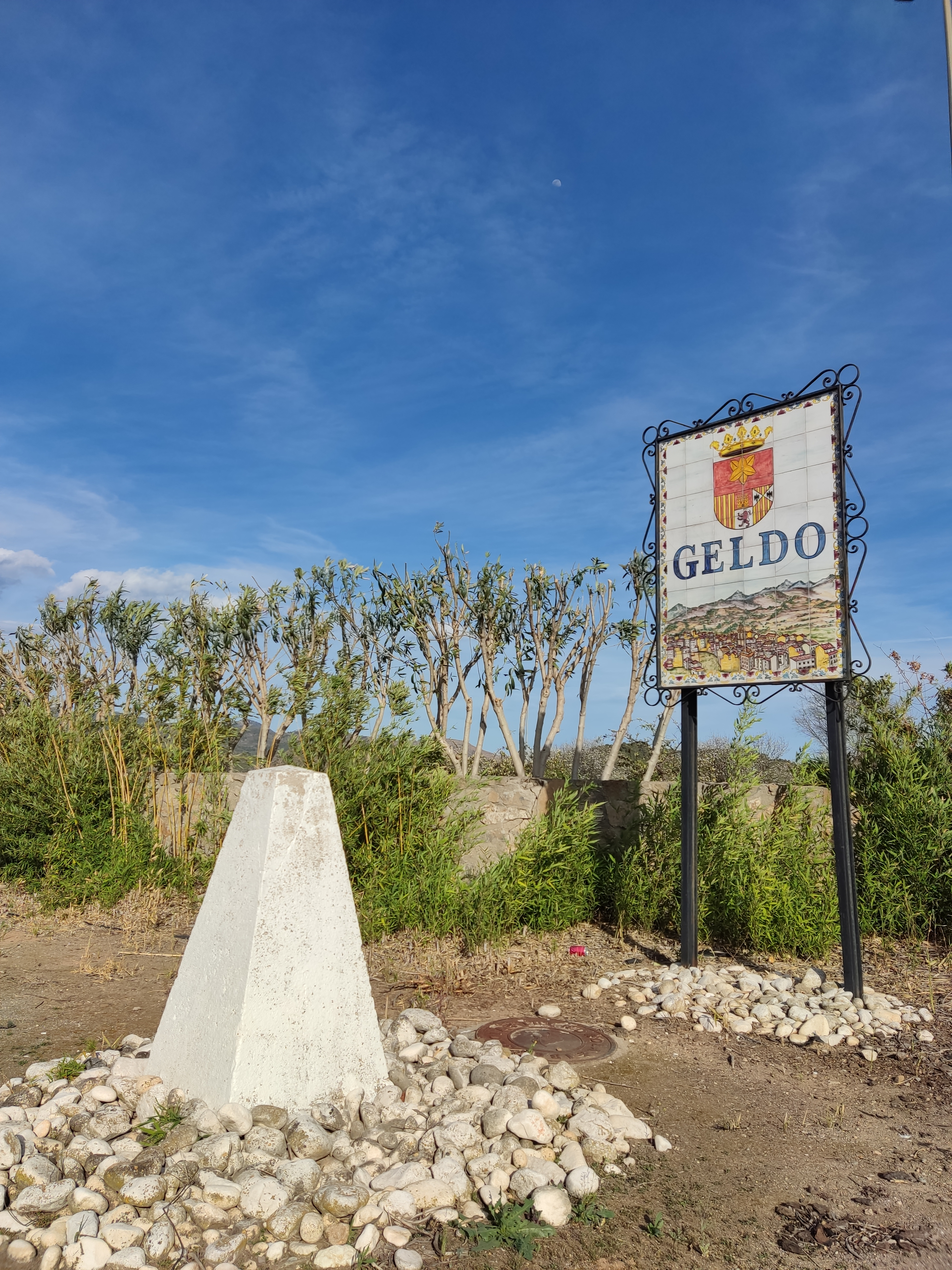
Rotonda de entrada de Geldo.

## Geografía

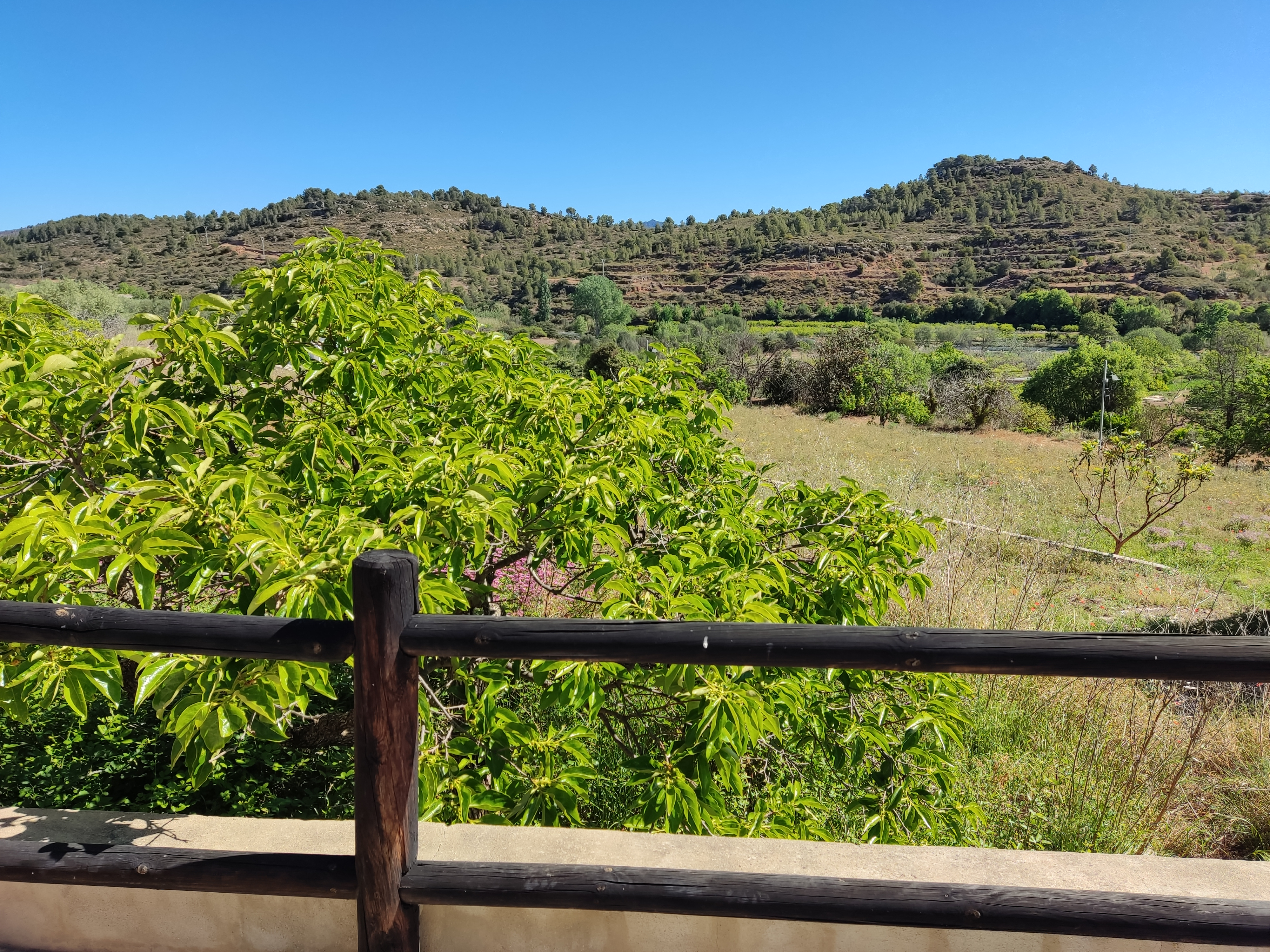
Vista desde la Fuente de la Morera en Geldo.

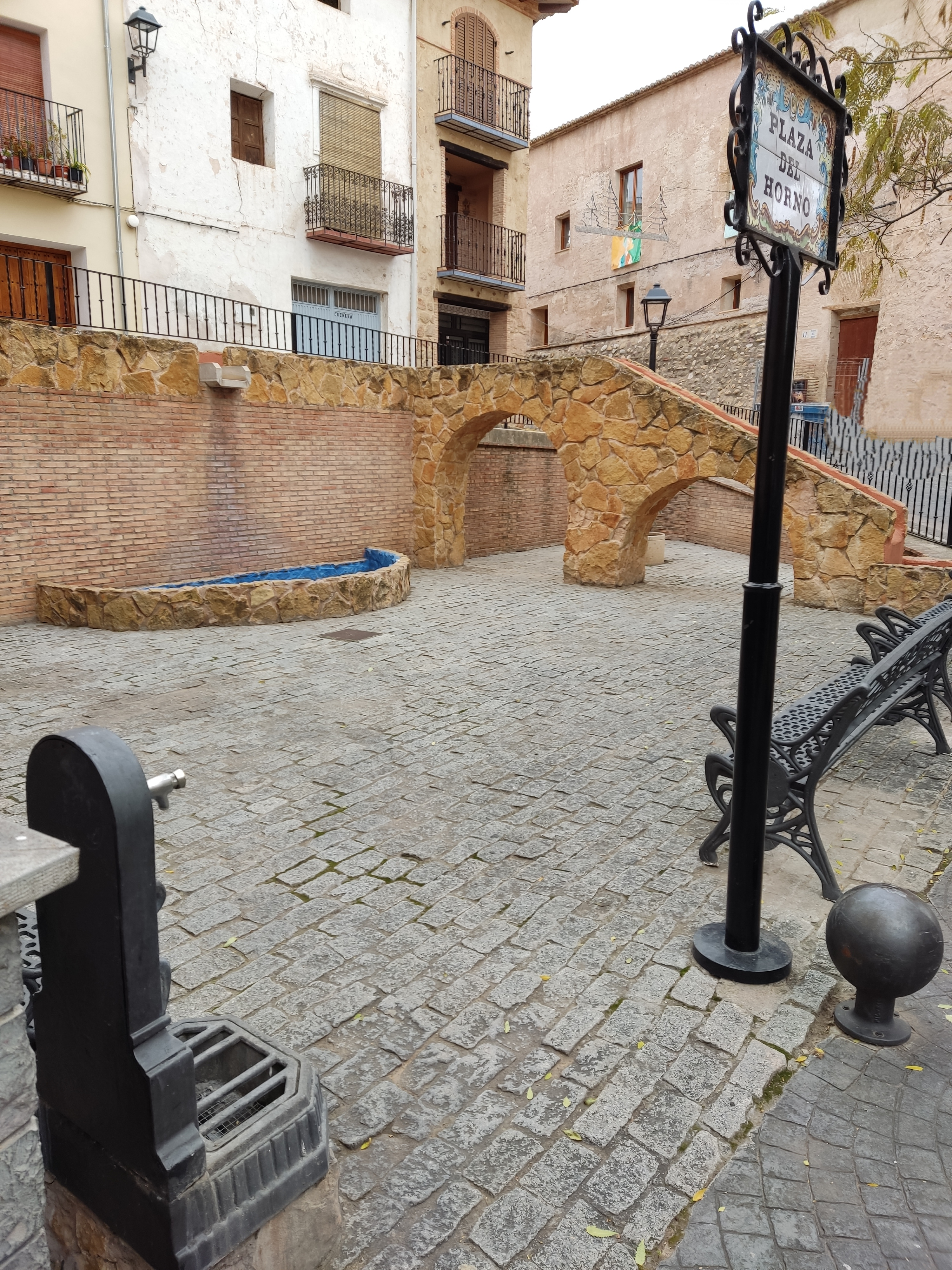
Plaza del Horno de Geldo.

Integrado en la comarca del Alto Palancia, se sitúa a 54 kilómetros de la capital provincial. Geldo posee un pequeño término municipal de 0,56 km² que se encuentra a orillas del río Palancia. Debido a lo escaso de su superficie, se halla situado totalmente en el valle por lo que apenas hay accidentes montañosos de relevancia. El núcleo urbano está a 331 m de altitud. En el municipio, pesar enmarcarse en valle, se puede apreciar perfectamente la continua subida en la que se encuentra, de forma que la altitud oscila entre los 331 m en el núcleo urbano y los 280 m a orillas del río.
Debido a lo escaso de su término, el municipio de Geldo no está dividido en barrios a pesar de poder distinguirse varias zonas en el pueblo. El centro de la localidad está bien localizado debido a la proximidad de las casas y edificios. Las afueras están caracterizadas por calles largas y separadas en las que a su vez las casas también están distanciadas. Las actividades se concentran en el núcleo urbano, donde se incluye la Iglesia de la Misericordia, el ayuntamiento, el Palacio de los Duques de Medinacelli y la gran mayoría de comercios. En el centro están situadas las tres plazas del pueblo: la Plaza de Don Antonio Férriz Díaz (conocida como Plaza de la Iglesia), la Plaza España, coloquialmente la "Plaza de los Toros" y la Plaza del Horno.

### Localidades limítrofes
| Noroeste: Segorbe | Norte: Segorbe | Noreste: Castellnovo |
| Oeste: Segorbe    |                | Este: Segorbe        |
| Suroeste: Segorbe | Sur: Segorbe   | Sureste: Segorbe     |

La localidad que más limita con Geldo es Segorbe debido a que el término municipal de Geldo se halla rodeado totalmente por este, excepto en la parte del río Palancia que linda con Castellnovo. A pesar de esto, Geldo está muy cerca de otras localidades como Soneja, Altura y la pedanía de Villatorcas. Desde el pueblo es muy fácil llegar a estas poblaciones a través de caminos y carreteras como el "Camino de las Doce" o "Camino Cebrica" entre otros.

## Historia
En los alrededores de la localidad se han encontrado restos de la Edad del Bronce. El origen de esta población, Torre de la Selda (Xeldo), es árabe (La palabra torre no debe llevar a confusión, fue una torre rápita o rábida, palabra árabe que en castellano significaba ermita o mezquita fuera del poblado y que en los documentos de la época los escribanos la denominaban indistintamente e incluso con ambos nombres de torre o rápita a la vez. Todo ello concuerda con la ocupación de estas tierras por los árabes), ya que no aparecen vestigios de ocupación humana antes de los moriscos, por lo tanto es población árabe, que se remonta al año 1125. Sobre el montículo de la población, aparecieron cabilas donde existieron diez familias moriscas y que complementaban su islamismo con los musulmanes de Segorbe. No obstante el Califa Abu Al Quaddar, que tenía su residencia en el Castillo de Castellnovo, era el jefe espiritual de esta colonia musulmana hasta que el rey moro de Valencia, llamado Abu Said, designó a su pariente Abu Yambard Said como jefe de toda la colonia de moriscos del Río Palancia y que murió en el año 1230 a la edad de 115 años. Cuando murió el jefe espiritual Abu Yambard Said, pasaron tres años sin gobernación y durante este espacio de tiempo es cuando el rey aragonés Jaime I hacía las incursiones por el Río Palancia y por el Río Mijares. Hasta que en el año 1233, el referido Rey Jaime I, se apoderó del castillo musulmán de Castellnovo y de todos los territorios colindantes, incluido Geldo.
Entonces el rey Jaime I donó la población de Geldo al noble aragonés Berenguer VI de Entenza en recompensa a su ayuda prestada en la toma del castillo de Bejís. Este noble, fue dueño y señor de Geldo y también lo era de Castellnovo, pero tras la reconquista, por diferencias personales con el Rey de Valencia y de Aragón Jaime I El Conquistador, hallándose en Valencia le quitó el señorío de Geldo y se lo otorgó el 12 de julio de 1248, con 12 yugadas de tierra a su alrededor y unas casas en Segorbe, a García Pérez de Osa con la obligación de que él y los suyos habían de habitar en dicho lugar, siendo testigos de esta donación D. Pedro Cornell, D. Alvar Pérez, D. Ximeno de las Hoces, D. Artal de Luna y D. Sancho de Antillán. García Pérez de Osa era primo del Rey Jaime I llamándose también Jaime Pérez. García Pérez de Osa se casó con Eduvigis Pérez de Villagrasa, cuya boda se celebró en la villa de Jijona, provincia de Alicante, que era la residencia de la novia, convirtiéndose entonces en los dueños de la población de Geldo. La familia Pérez y Pérez de Villagrasa fueron los señores de Geldo por espacio de 105 años hasta que en el año 1404 pasó a poder de la familia Valterra.
Los Valterra eran procedentes de Navarra y ya en el siglo XIII venían ayudándole al Rey aragonés Jaime I en sus conquistas por tierras valencianas, habiéndose destacado en las conquistas de Valencia y de Segorbe, ayudando en sus incursiones en la colonia morisca de la Sierra de Espadán, donde los moros estuvieron 276 años después de la conquista de Valencia. La familia Valterra gobernó los destinos de Geldo desde el año 1404 al 1464.
Entre los Valterra se puede destacar a: Íñigo Valterra, que fue obispo de Segorbe y Albarracín en el año 1370. Luego, en el año 1380, este fue nombrado arzobispo de Terragona. Otro Valterra ilustre fue Bernardo Valterra que ejerció de Justicia Mayor de Valencia y Miguel Valterra que fue lugarteniente del Rey Felipe II en la batalla de San quintín. Pero desafortunadamente el último de esta noble familia, llamado Vicente Valterra y Bru, capitán General de Valencia, en el año 1822, por presión de las Sociedades Valencianas Secretas, tuvo que firmar la pena de muerte contra el general Elio, ejecutada el 4 de septiembre de 1822 en el llano del real, frente a los viveros municipales. Los Valterra fueron los señores de Torres Torres, Algimia, Alfara, Castillo de Montán, Geldo, Fuente la Reina, Montanejos, Arañuel y Canet de Berenguer.
Metidos en el año 1464, la familia Valterra vendió la población de Geldo a Tomás Sorell que era un astuto comerciante y gran influyente en la corte. Tomás Sorell, que había nacido en Játiva, ayudó con 4000 florines de oro a financiar la campaña del Rey Pedro el Ceremonioso contra Cerdeña, el cual tuvo durante varios años una galera en el Mediterráneo dedicada a la compra de armas. Socorrió al Duque de Montblach y al Rey Martín de Sicilia proporcionándoles armas y municiones. Con todos estos tratos comerciales, ganó abundantes cantidades de dinero y compró la población de Geldo y su término municipal. Después compró Sot de Ferrer y Albalt del Sorell, cerca de Valencia. Tomás Bernardo Sorell se casó con Elionor de Cruilles, que era una de las mayores riquezas del Reino de Valencia, y mandó construir el célebre palacio de Monsén en Valencia, resultando ser una de las casas más nobles de Valencia.
Este Palacio de Monsén Sorell era el edificio gótico y ojival más importante de Valencia, donde existía una inscripción que decía: Mansión solariega de los señores de Geldo, Sot de Ferrer y Albalat de Sorell, con sus armas. Por envidias y rencores, este hermoso y único palacio en su clase fue incendiado intencionalmente en el año 1878 y solo algunos de sus magníficos elementos se salvaron: la puerta principal, que se halla en el British Museum de Londres, y la puerta de la capilla en el Museo de Cluny de París..
Tomás Sorell y Sagarriga, hijo de Tomás Sorell, heredó de su padre el señorío de Geldo. En el 1474 heredó el señorío de Sot de Ferrer. Y en el año 1480 el señorío de Albalt de Codinats (hoy Albalat dels Sorells). Fue Justicia Criminal y Jurado de Valencia.
Baltasar Sorell y Cruilles, hijo de Tomás y Elionor de Cruilles, fue señor de Geldo, Sot de Ferrer y de Albalat dels Sorells. Luchó con el duque de Segorbe, contra las fuerzas moriscas de Espadán y fue gravemente herido muriendo en Eslida a los 26 años de edad.
Luis Sorell y de Ixar, primo hermano del célebre Tomás Sorell, fue señor de Geldo, Sot de Ferrer, Albalat dels Sorells y de Alcantara del Júcar. Fue ayudante del Rey Felipe II y consejero de la Generalidad Valenciana.
Jaime Sorell y Boil heredó de su padre los señoríos de Geldo, Sot de Ferrer y Albalat dels Sorells y de su madre los de Betera, Girvella y Masanasa. Fue caballero de la Orden de Calatrava. En el año 1610 fue Jefe del asalto contra los moriscos en la Muela de Cortes de Arenoso. Y en el año 1626 el Rey Felipe IV le otorgó el título de Conde de Albalat dels Sorells.
El último señor de Geldo fue Luis Sorell y Valterra, segundo conde de Albalat y capitán en la guerra de Flandes. El Rey Felipe IV le inseculó para cargos de Gobierno de la Generalidad Valenciana e ingresó en la Orden de Calatrava donde murió como freile penitente.
Sin sucesión ni adjudicación del señorío de Geldo, esta localidad pasó a depender del Duque de Segorbe hasta que Pedro de Vilanova adquirió por compra esta población y su término municipal. Tras pasar por manos de varios miembros de la familia Vilanova, le fue otorgada la carta puebla en 1611 por Enrique Folch de Cardona.

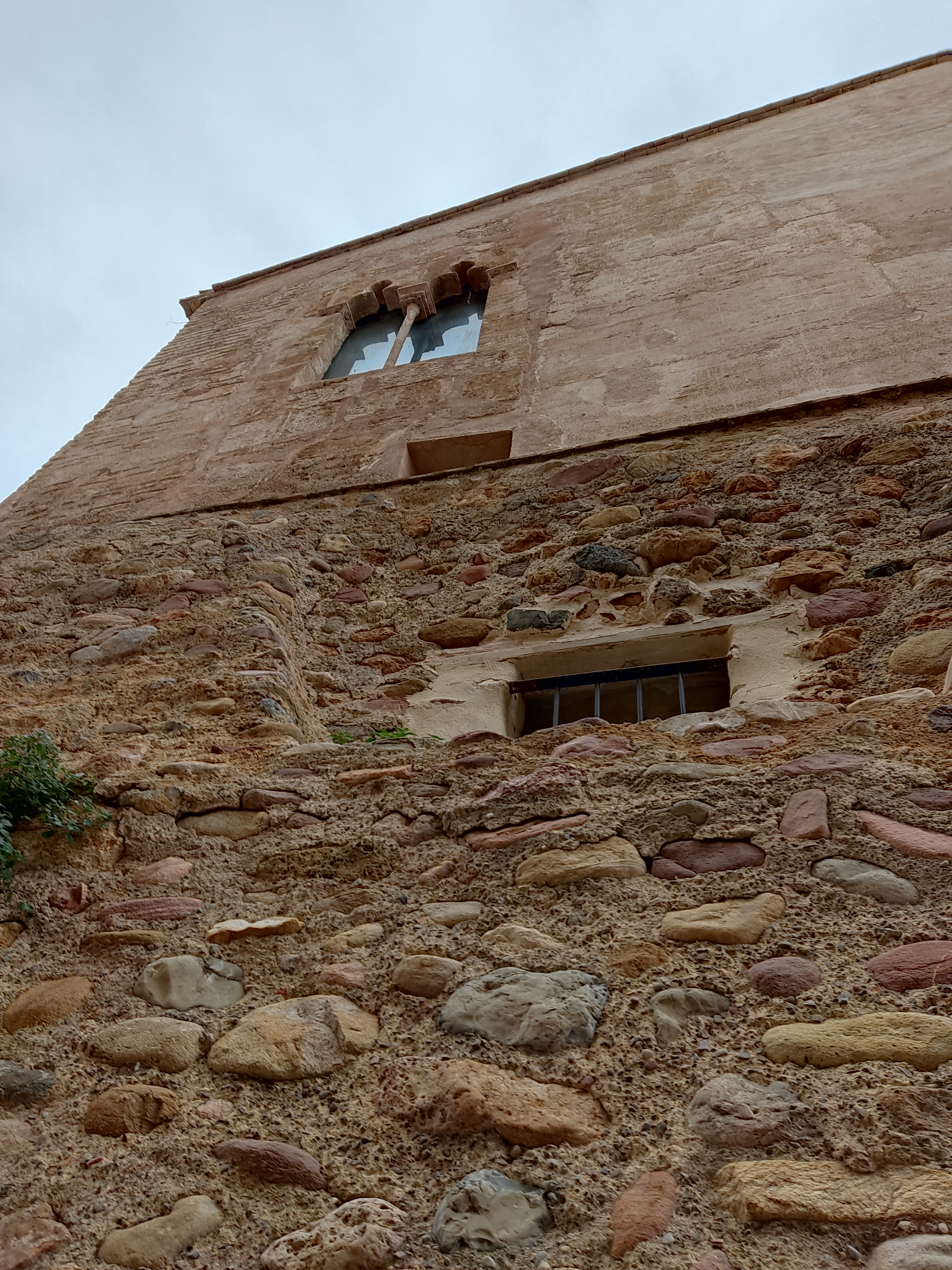
Detalle ventana Palacio Duques de Medinaceli.

## Símbolos oficiales

Estandarte de Geldo.

Los símbolos oficiales representativos de Geldo son su escudo, su bandera y su estandarte. El escudo tiene el siguiente blasonamiento:

«Escudo cuadrilongo de punta redonda. Cortado. En el primer cuartel, en campo de gules una flor de oro de seis pétalos nerviados, acabados en punta. El segundo cuartel, terciado en palo, en el primero de oro, cuatro palos de gules, el segundo partido de Castilla y León, el tercero cuarteado en sautor de Aragón y Sicilia. Al timbre, corona real abierta»

La bandera tiene la siguiente descripción:

«Bandera de proporciones 2:3. De rojo, partido por mitad vertical. El primero, junto al asta, flor de seis pétalos nerviados y acabados en punta de oro. En el segundo, al batiente, las armas del ducado de Segorbe, tal como aparecen en el escudo municipal»

El estandarte es similar a la bandera, pero en posición vertical.

## Demografía
Geldo cuenta con una población de 651 habitantes (INE 2024).
| Gráfica de evolución demográfica de Geldo entre 1842 y 2021                                                         |
| |
| Población de derecho según los censos de población del INE Población de hecho según los censos de población del INE |

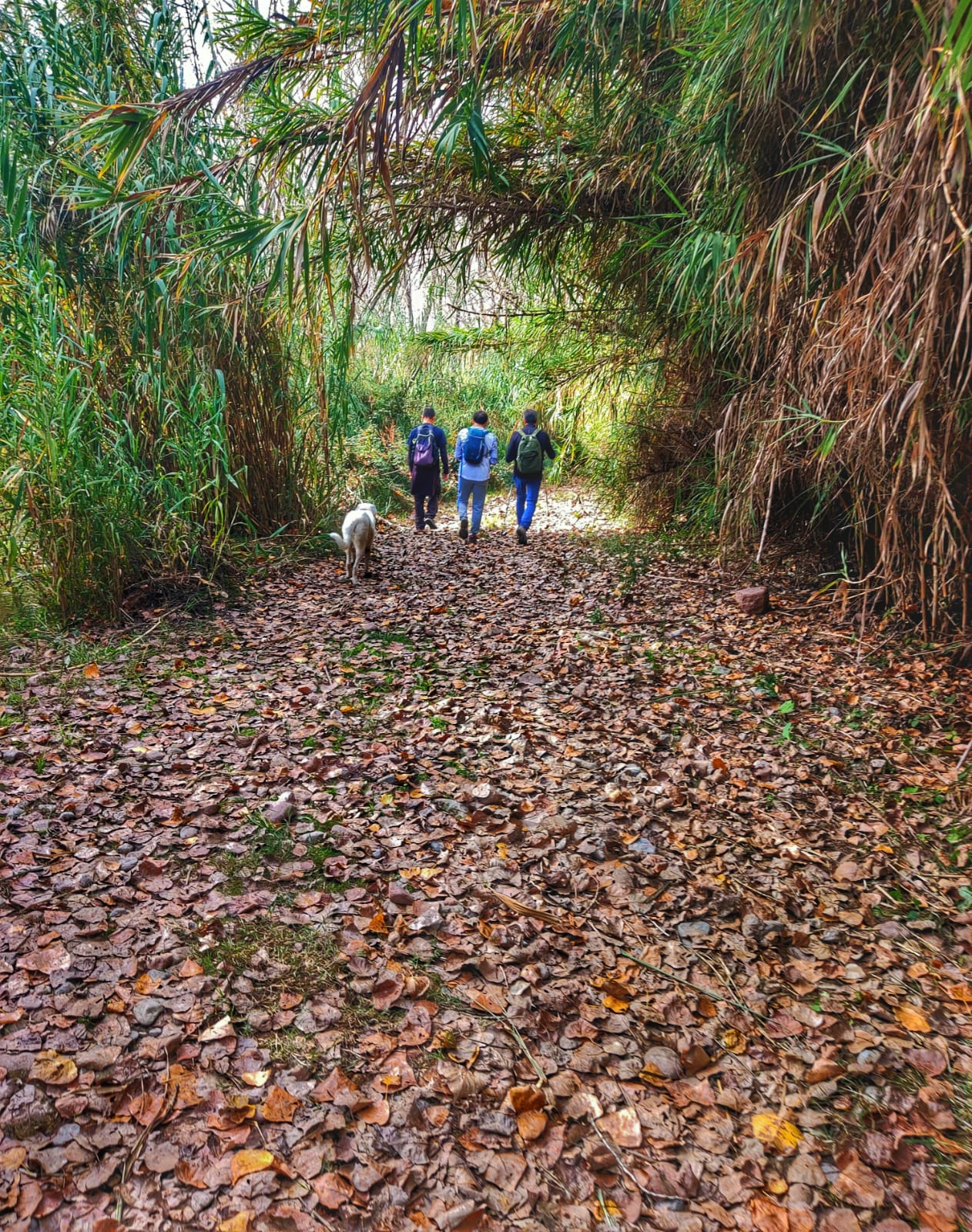
Senderismo en Geldo.

En los últimos años, Geldo ha experimentado una leve bajada de habitantes debido a su abundante población mayor de 65 años. A pesar de esto, gracias a varias familias inmigrantes, mayoritariamente de origen rumano y árabe, que han establecido en el pueblo su residencia, la población supera los 600 habitantes. En el pueblo los nacimientos son escasos y, aunque la mayoría de parejas jóvenes se trasladaban a vivir a pueblos cercanos, el impulso de los últimos años a través de políticas contra la despoblación están manteniendo el número de habitantes.

## Economía

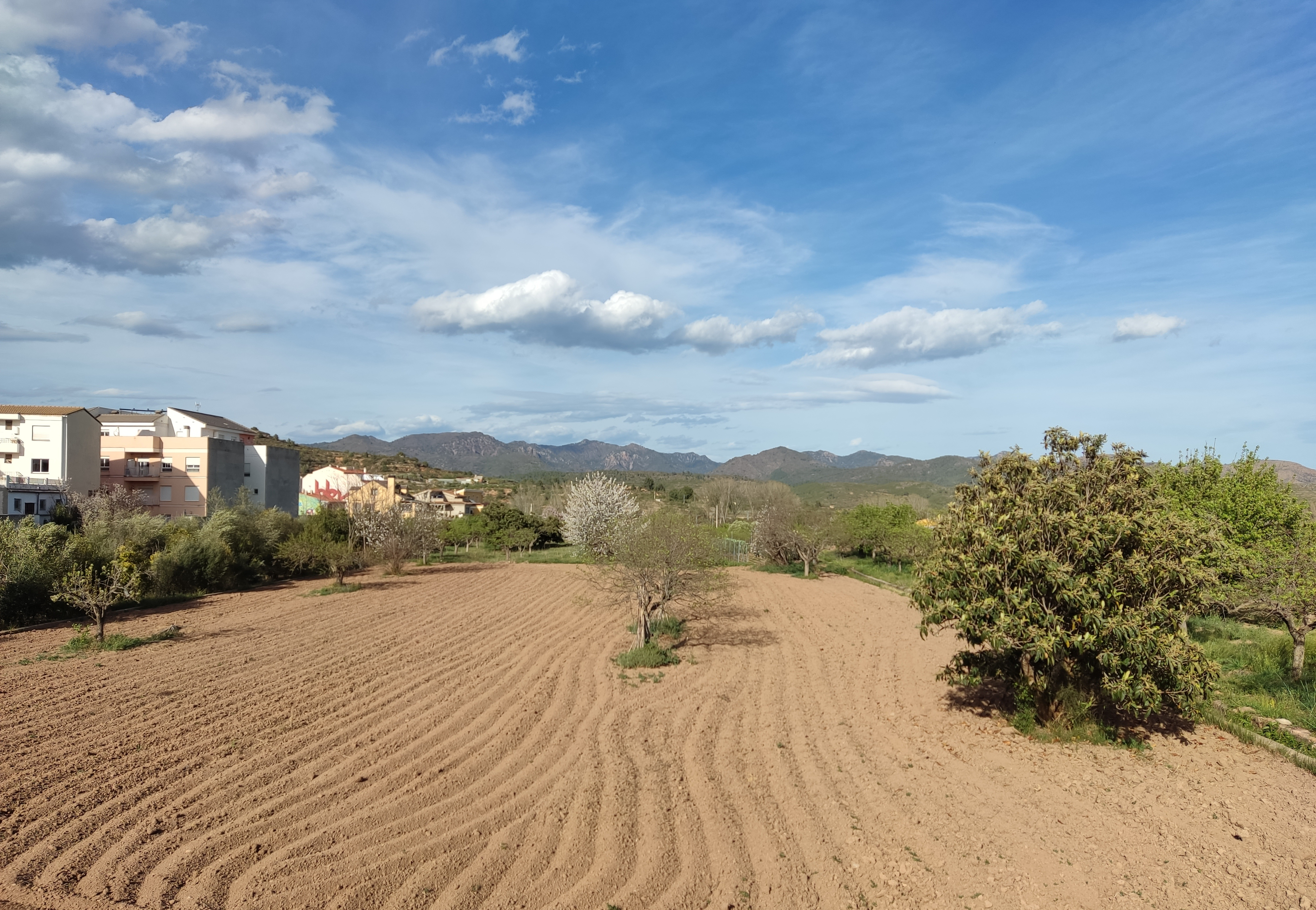
Huerta de Geldo.

Respecto a la economía en Geldo, debido a la cercanía de Segorbe, existen numerosos geldanos que trabajan en el campo o la industria segorbina. A pesar de esto, son muchos los terrenos de los que dispone el pueblo para huertas y campos por lo que hay numerosos agricultores que cultivan las tierras de Geldo. Uno de los principales motores de la economía son los productos típicos del pueblo, entre ellos destacan los caracoles y el aceite. Otro de los pilares esenciales de la economía es el turismo, que desde hace unos años ha ido aumentando progresivamente con la creación de varias casas rurales, mejora de las infraestructuras, relanzamiento de la oferta cultural y potenciación de las fiestas locales.

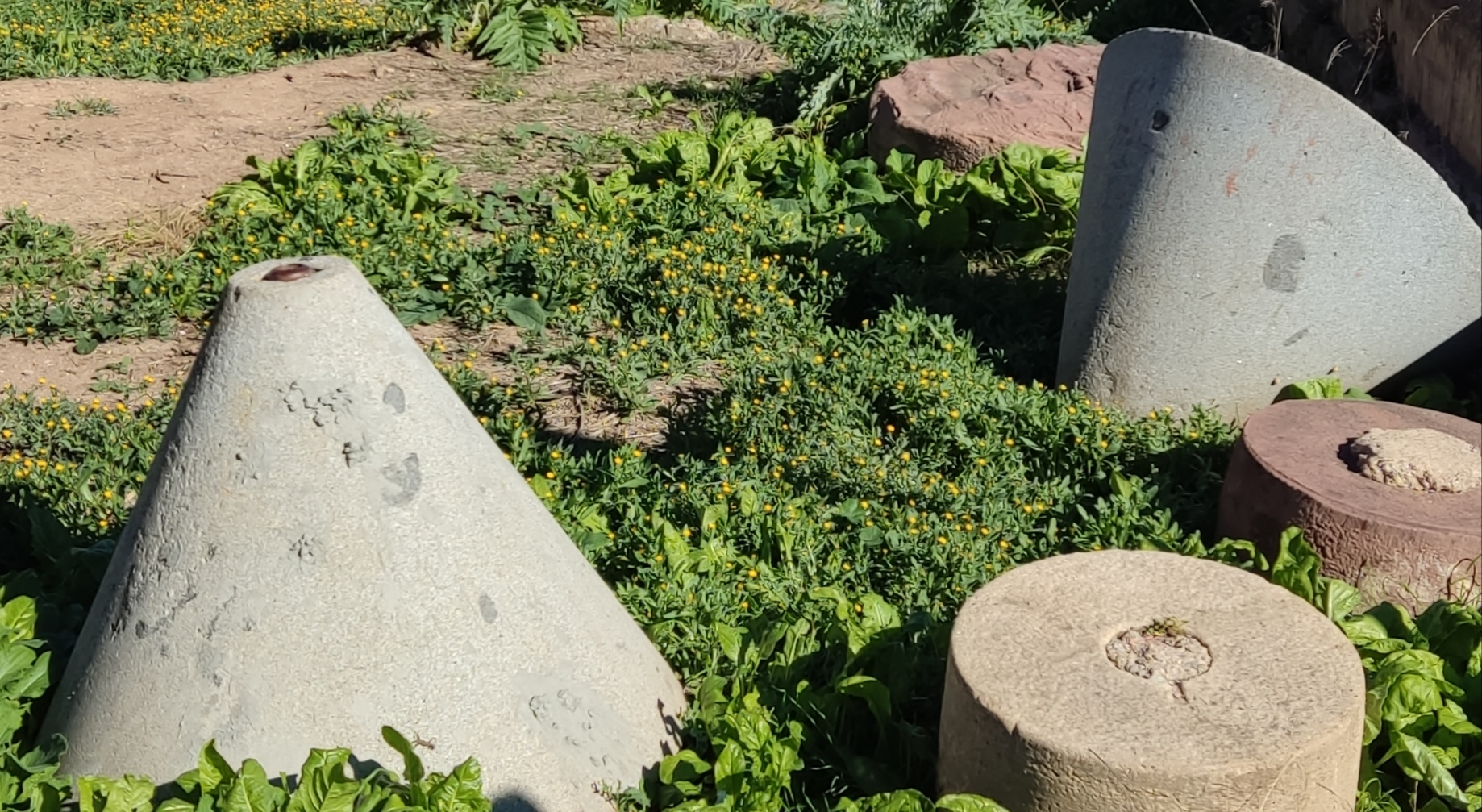
Piezas de muelas de molino de la almazara.

## Administración y política
| Periodo   | Nombre                  | Partido   |
| --------- | ----------------------- | --------- |
| 1979-1983 | Sixto Blasco Ten        | UCD       |
| 1983-1987 | Ramón Chover Marín      | PSPV-PSOE |
| 1987-1991 | Ramón Chover Marín      | PSPV-PSOE |
| 1991-1995 | Ramón Chover Marín      | PSPV-PSOE |
| 1995-1999 | Ramón Chover Marín      | PSPV-PSOE |
| 1999-2003 | María Celia Mañes Salas | PP        |
| 2003-2007 | María Celia Mañes Salas | PP        |
| 2007-2011 | Manuel Hernández        | PSPV-PSOE |
| 2011-2015 | Manuel Santamaría       | PP        |
| 2015-2019 | David Quiles Cucarella  | PSPV-PSOE |
| 2019-2023 | David Quiles Cucarella  | PSPV-PSOE |
| 2023-act. | David Quiles Cucarella  | PSPV-PSOE |

Se da la situación que en las elecciones del 27 de mayo de 2007 fue elegida en Geldo la primera concejala transexual de España, la mezzosoprano Manuela Trasobares i Haro del partido ARDE (Acción Republicana Democrática de España). La candidata recibió 71 votos, que representó el 15 % de la población dando uno de los 7 escaños del pueblo a su partido. Los otros dos partidos políticos: el PSOE y el PP empataron a votos, con lo cual la decisión quedaba en manos de Manuela Trasobares que con su voto hubiera deshecho el empate a tres concejales entre PP y PSOE. Finalmente, Trasobares optó por votarse a sí misma y la abstención del PP llevó la alcaldía de Geldo a manos socialistas. Un hecho curioso y contra natura ocurrió cuatro años antes, tras las elecciones de 2003, donde IU y PP pactaron la alcaldía del municipio durante la legislatura: el primer año fue alcalde Luis Blasco Ten (IU) mientras que en los tres posteriores María Celia Mañes Salas (PP). En las elecciones municipales de 2015, se dio la sorprendente circunstancia que la lista del PSOE, encabezada por David Quiles Cucarella que en ese momento no era vecino de Geldo, se impuso por un único voto a la otra lista presentada, la del PP, alcanzando así la mayoría absoluta por 4 concejales a 3.

## Educación

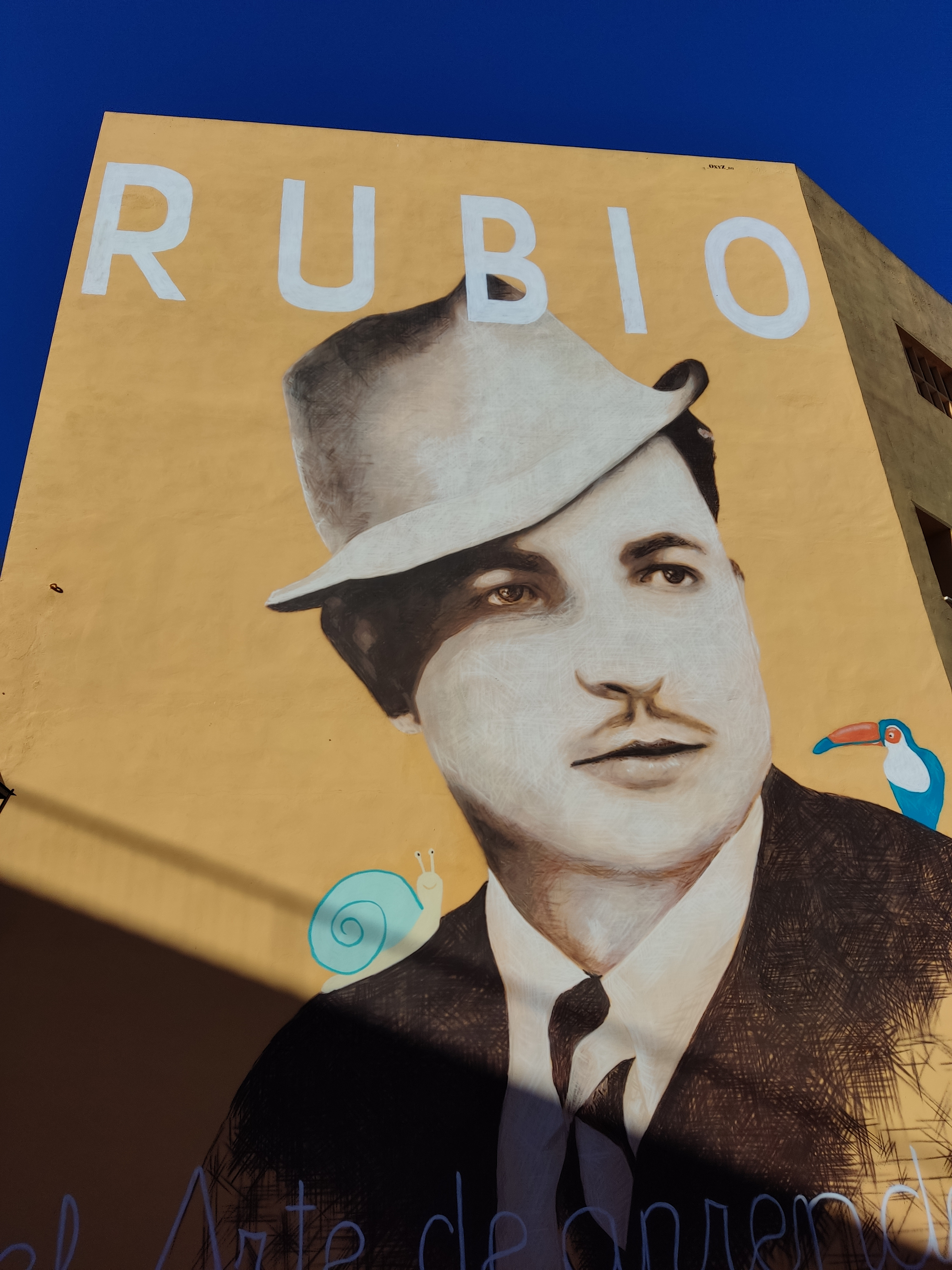
Mural de Ramón Rubio en Geldo.

Geldo cuenta con un colegio público, llamado CEIP Ramón Rubio Silvestre, en honor al creador de los Cuadernos Rubio, natural de la localidad y fallecido en 2001. El colegio nuevo fue construido, sobre terrenos donados por la familia Rubio, en el transcurso del año 2003 y abierto en el curso escolar de 2004-2005. La inauguración oficial fue el 11 de febrero de 2005. El Conseller de Cultura de la Generalidad Valenciana fue el encargado de inaugurarlo.

## Patrimonio

### Religioso

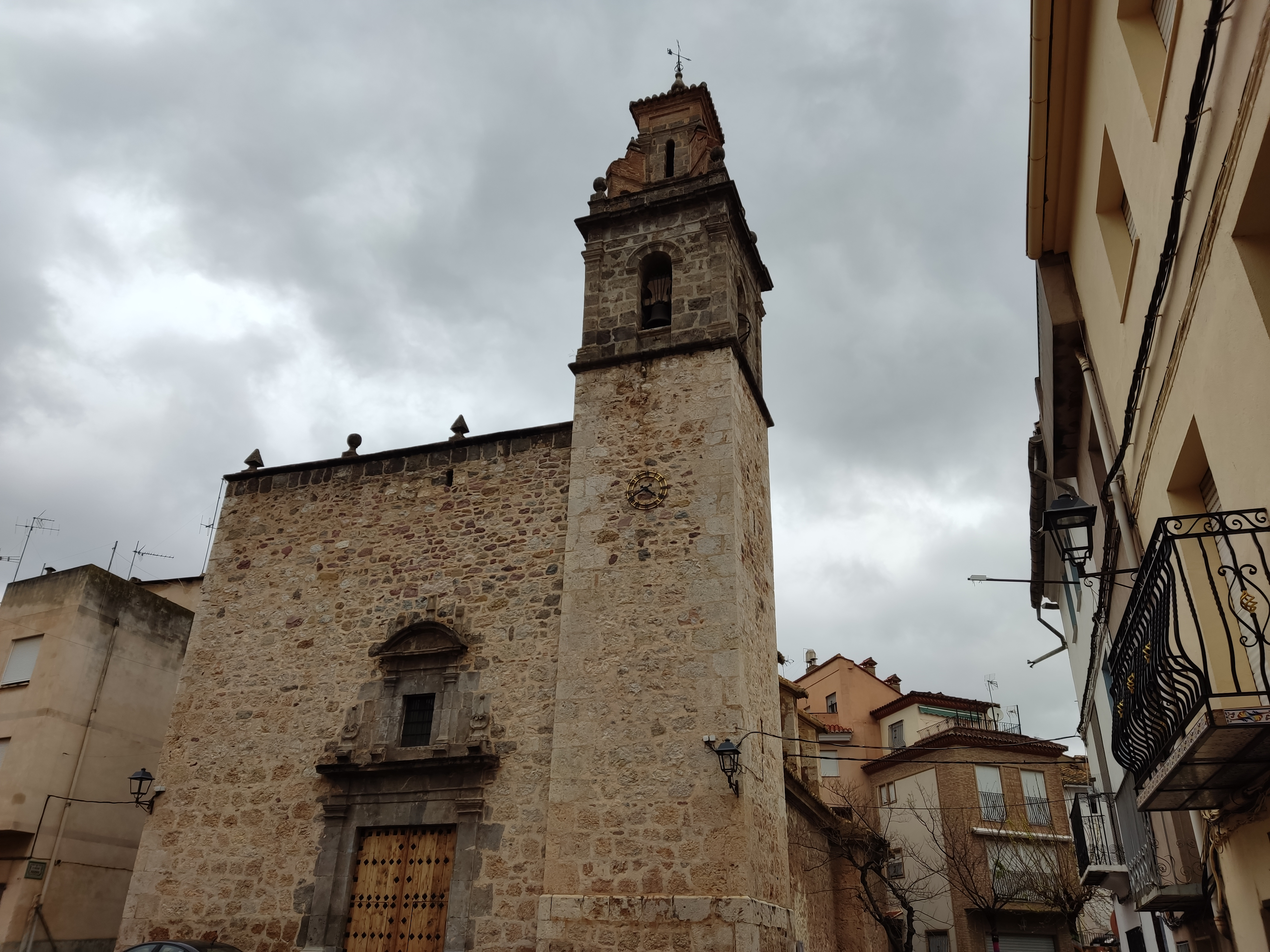
Iglesia de la Misericordia de Geldo

- La Iglesia de Nuestra Señora de la Misericordia. Del siglo XVII, está formada por una nave corintia y dos capillas laterales. Cuenta con un grafiado en el ábside que ha sido restaurado recientemente. Entre sus reliquias hay una talla en madera del Cristo de la Luz de grandes dimensiones.

### Civil
- El Palacio. Antiguo palacio de los Duques de Medinaceli. Este edificio de aspecto sólido se encuentra en un muy buen estado de conservación gracias a sus numerosas restauraciones de los últimos años. Su construcción se inició en el siglo XV siendo esta de mampostería y sillarejo. También es reseñable la existencia de una torre cilíndrica incorporada al conjunto en el cual se han encontrado diversas vasijas pertenecientes al siglo XV y XVI.

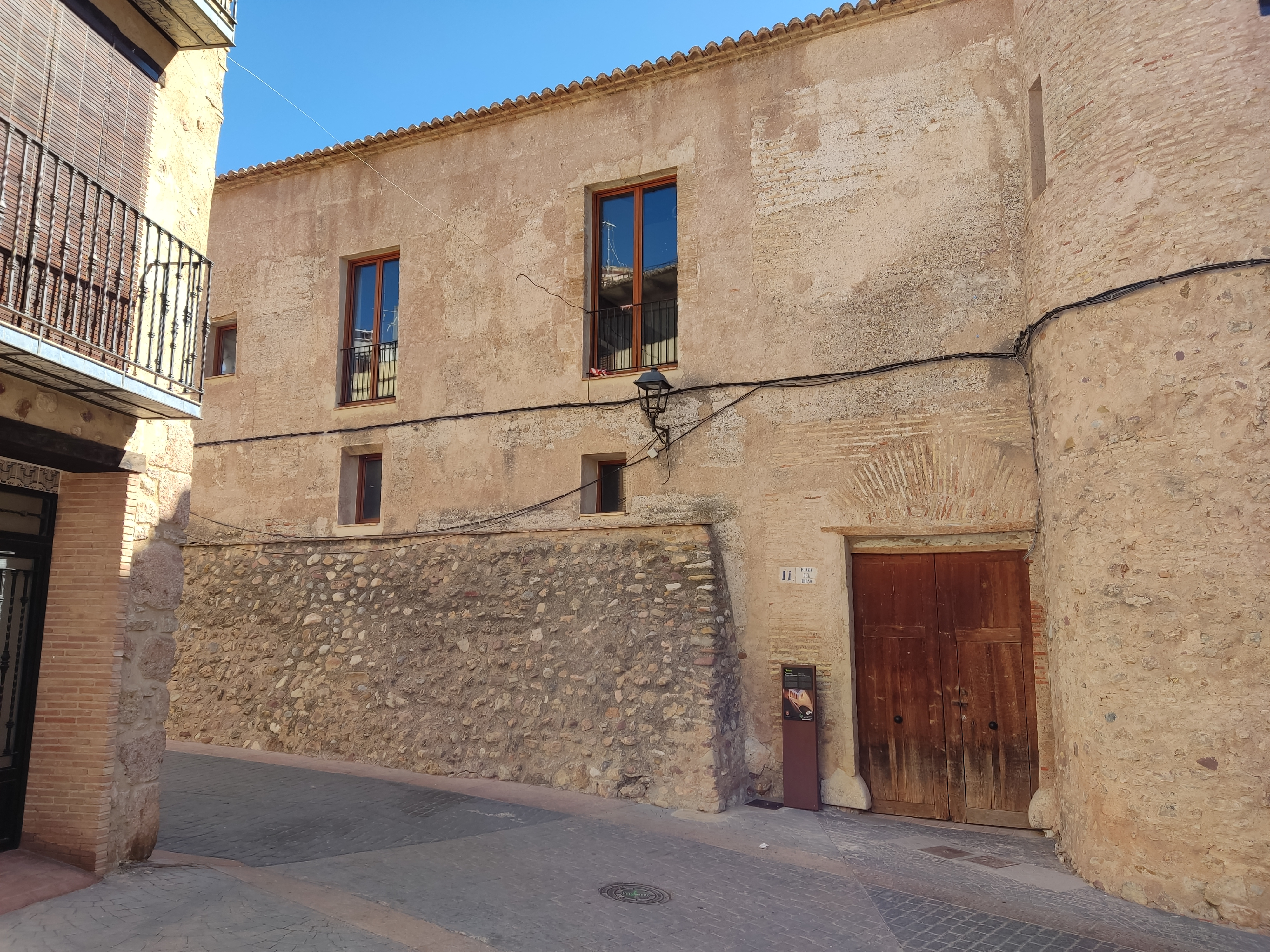
Palacio de los Duques de Medinaceli.

Desde 1985 está declarado bien de interés cultural. 

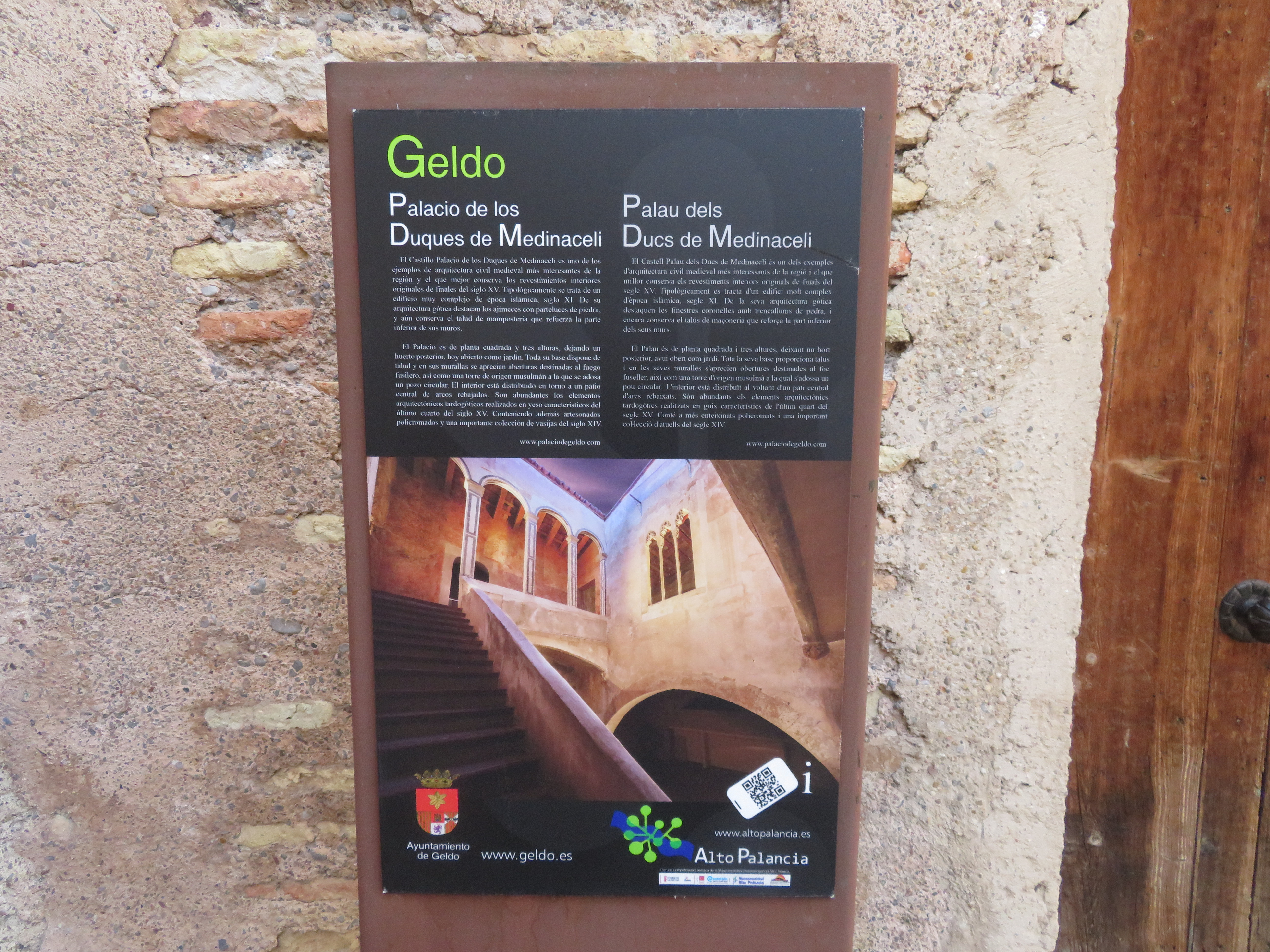
Panel informativo de Geldo sobre el Castillo Palacio de los Duques de Medinaceli.

## Cultura
- Capital cultural valenciana 2023. Geldo se convierte en 2023 en Capital Cultural Valenciana, junto a Guardamar del Segura (más de 5000 habitantes), al sustituir a Aielo de Malferit como población menor de 5000 habitantes. Lo consigue gracias a la potenciación de sus múltiples actividades vinculadas a la cultura como su Semana Cultural y Deportiva (precede al inicio de las fiestas patronales), el Karakol Rural Fest, ImaginArte Geldo (arte urbano), Ecopoéticas (poesía), Geldo y ¡Acción! (cine), el Titirigeldo (infantil), Geldo y Telón (teatro), Semana de la Mujer, el Rock by the River Palancia (rock amateur), la Feria del Libro o los certámenes literarios de Caligrafía Ramón Rubio y el "Miguel Alayrach" de jóvenes autores, así como la adhesión a otros eventos culturales tales como la MICE (Muestra Internacional de Cine Educativo), el Circ Pobla't (circo) o el festival Itinera (música). Además de los actos organizados a nivel institucional, la sociedad civil se vuelca constantemente y completa la oferta lúdica del municipio con sus actividades culturales, deportivas y sociales interconectadas a través de la Asociación Cultural Torre Selda, la Sociedad Musical de Geldo, la Asociación de Mujeres o la de los Jubilados del pueblo, así como con las diferentes asociaciones comarcales como el Instituto de Cultura del Alto Palancia, la Asociación Permacultura Antifrágil, el Peripherial Youth Makers (de jóvenes artistas), la batukada Punkadeira y la Universidad de la Tercera Edad ubicada en la comarca.

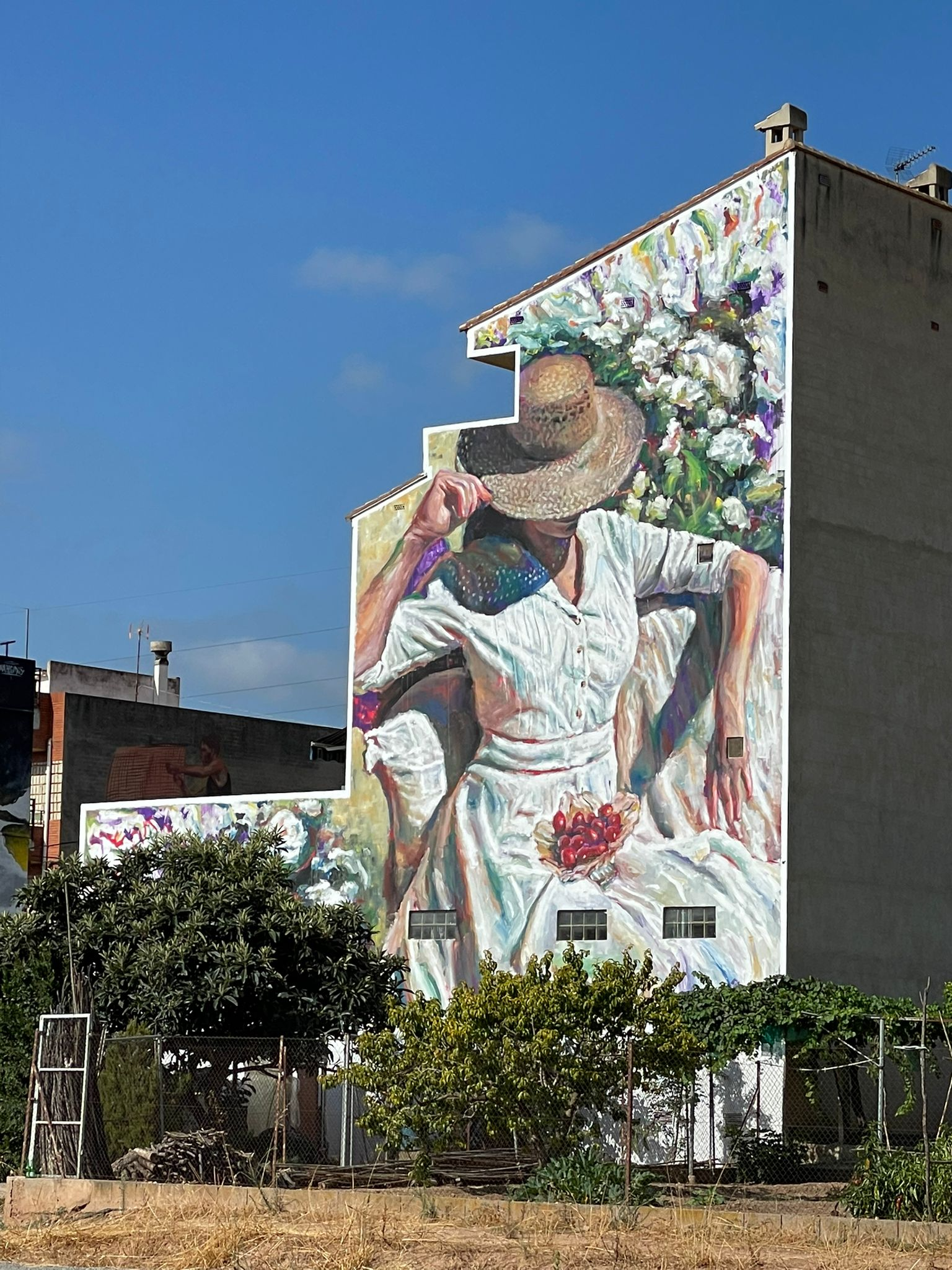
Arte urbano en fachada de Geldo. Mujer con sombrero.

- Coger caracoles-Tradicional. Geldo siempre se ha considerado "El país de los caracoles" por la abundancia que hay en sus diferentes variedades.

## Gastronomía
Su gastronomía recoge especialmente diversas hortalizas y verduras cultivadas en los llanos, así encontramos platos como: la olla de pueblo y la menestra de verduras. Los caracoles son también incorporados siguiendo recetas locales. También destacan sus pastas y tortas de azúcar y almendra y sus rollos de San Antón.

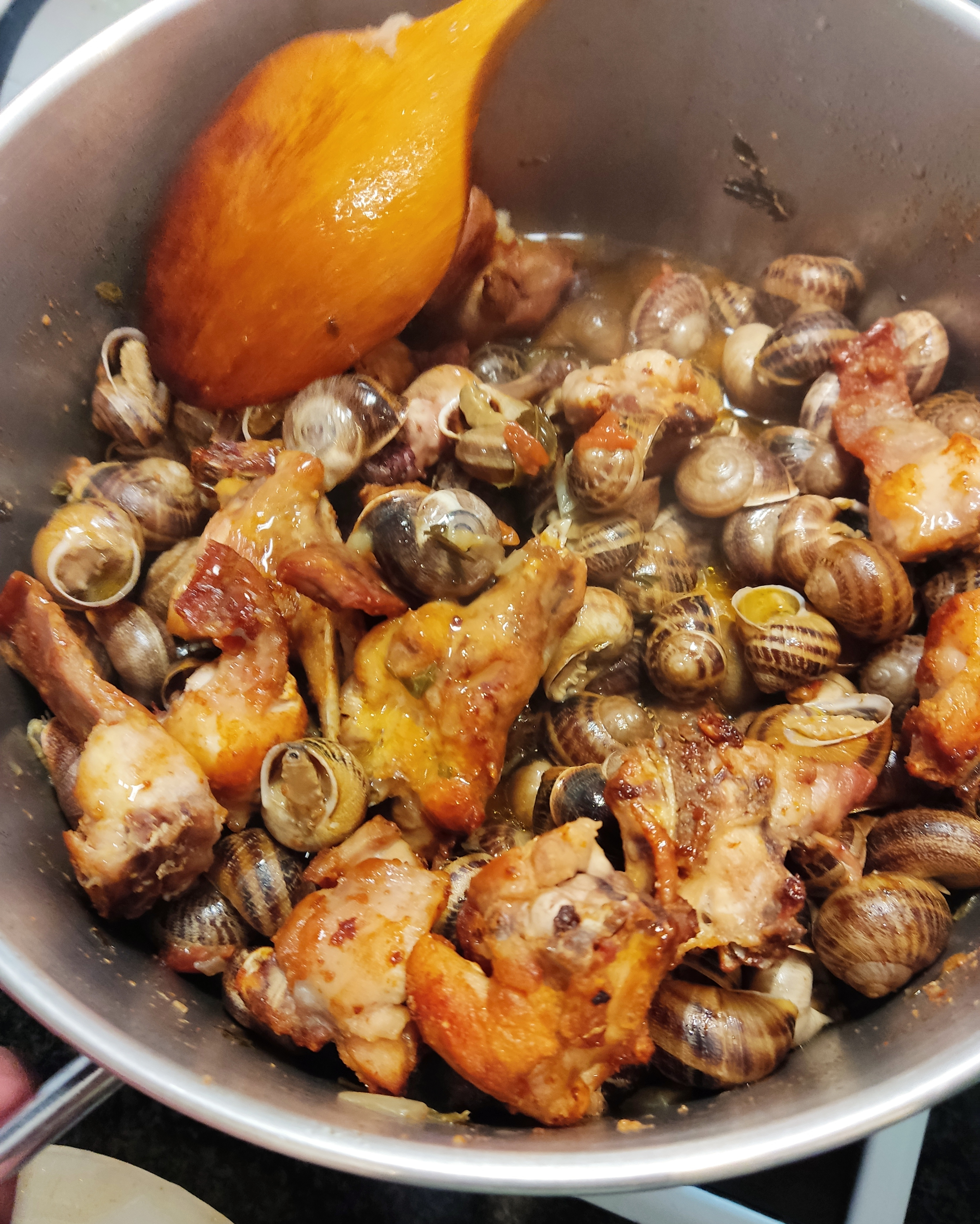
Guiso de caracoles.

## Fiestas
- San Gil y de la Virgen de la Misericordia. Se celebran los días 1 y 2 de septiembre.
- Semana cultural. Se celebra a mediados de agosto y tiene una tradición de más de 30 años tras su primera celebración a primeros de los años 90.
- Fiestas de la Virgen del Rosario. Se celebran el primer domingo de octubre.
- Fiestas de San Antonio. Se celebran la segunda semana de enero. El acto más importante es el domingo donde se hace la bendición y reparto de rollos por toda la población.

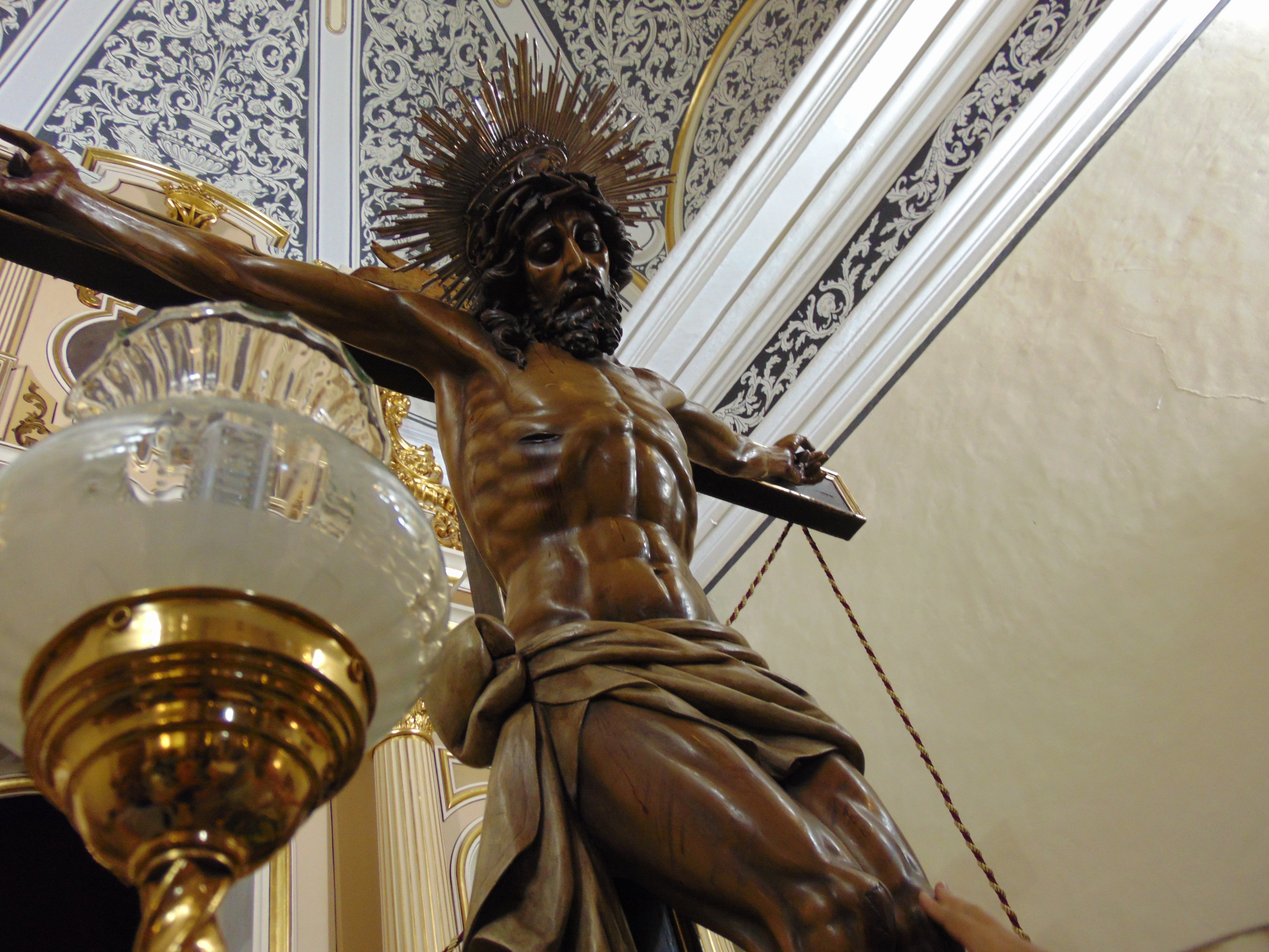
Santísimo Cristo de la Luz

- Fiestas Patronales. Se celebran del 23 de agosto al 4 de septiembre. Estas fiestas están dedicadas en honor de San Ramón Nonato, San Gil Abad, la Virgen de la Misericordia y el Santísimo Cristo de la Luz.

Además, de las procesiones religiosas, destaca la semana taurina y las verbenas y espectáculos nocturnos.

## Turismo

### Lugares de interés

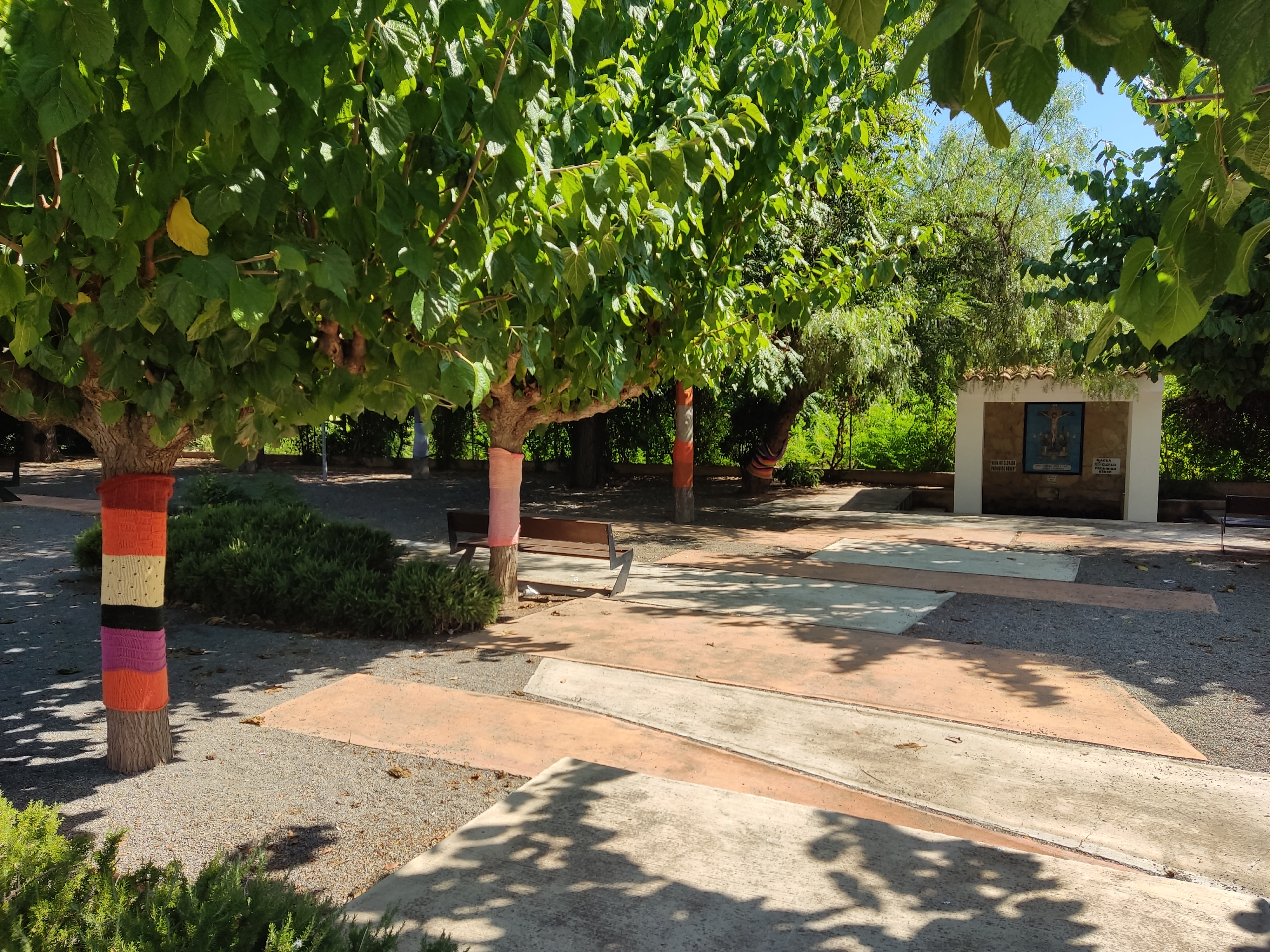
Fuente del Cristo de Geldo.

- Fuente del Cristo. Este manantial se encuentra en los límites del núcleo urbano y cuenta con un gran jardín con zona de recreo infantil y el antiguo lavadero.
- Fuente de San Gil. Este paraje, junto al río Palancia, está al lado del polideportivo y las piscinas y cuenta con varios paelleros y zona de barbacoa.

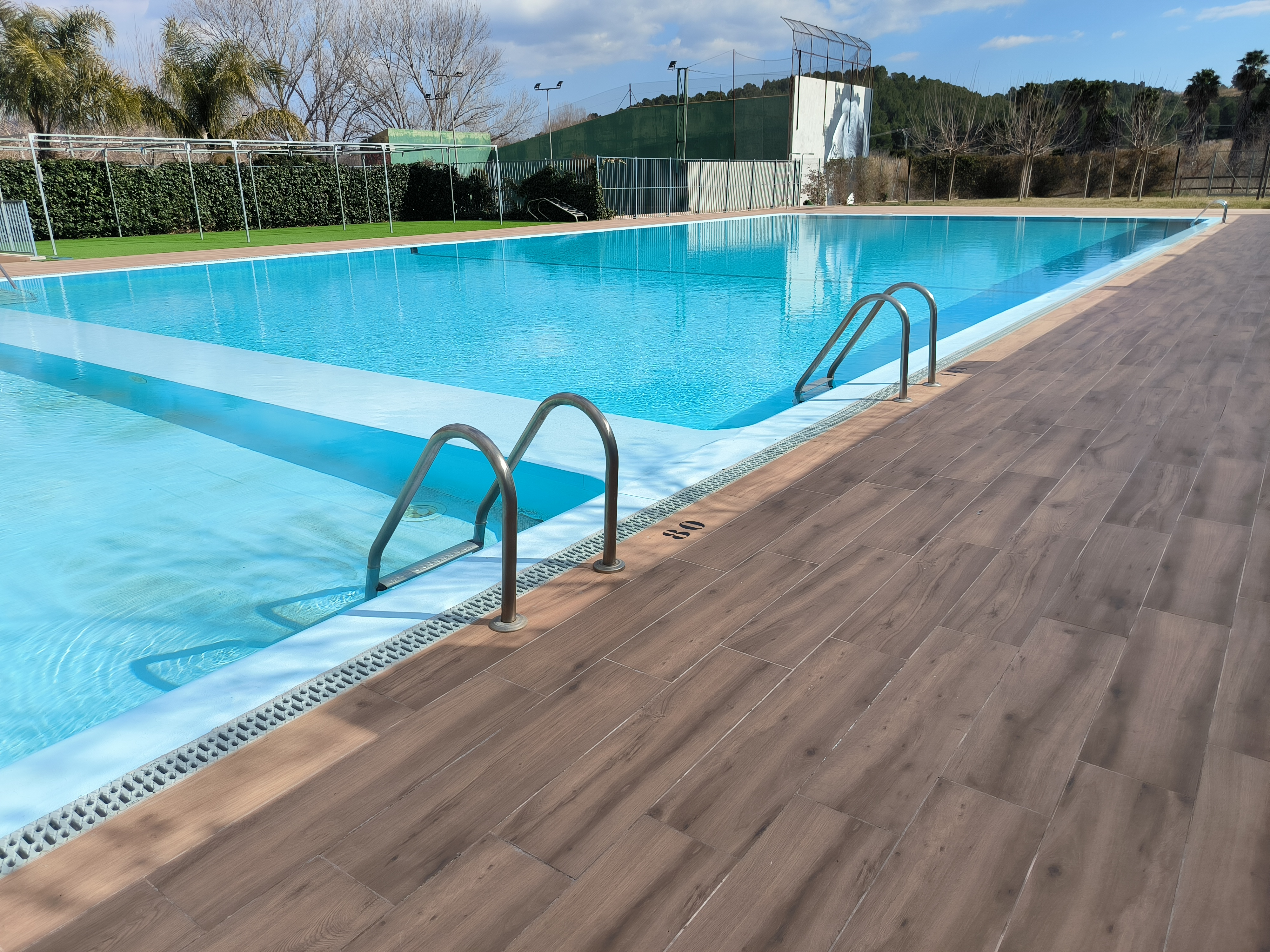
Piscinas de Geldo junto al paraje de la Fuente de San Gil.

- El Palacio De Los Duques De Medinacelli.

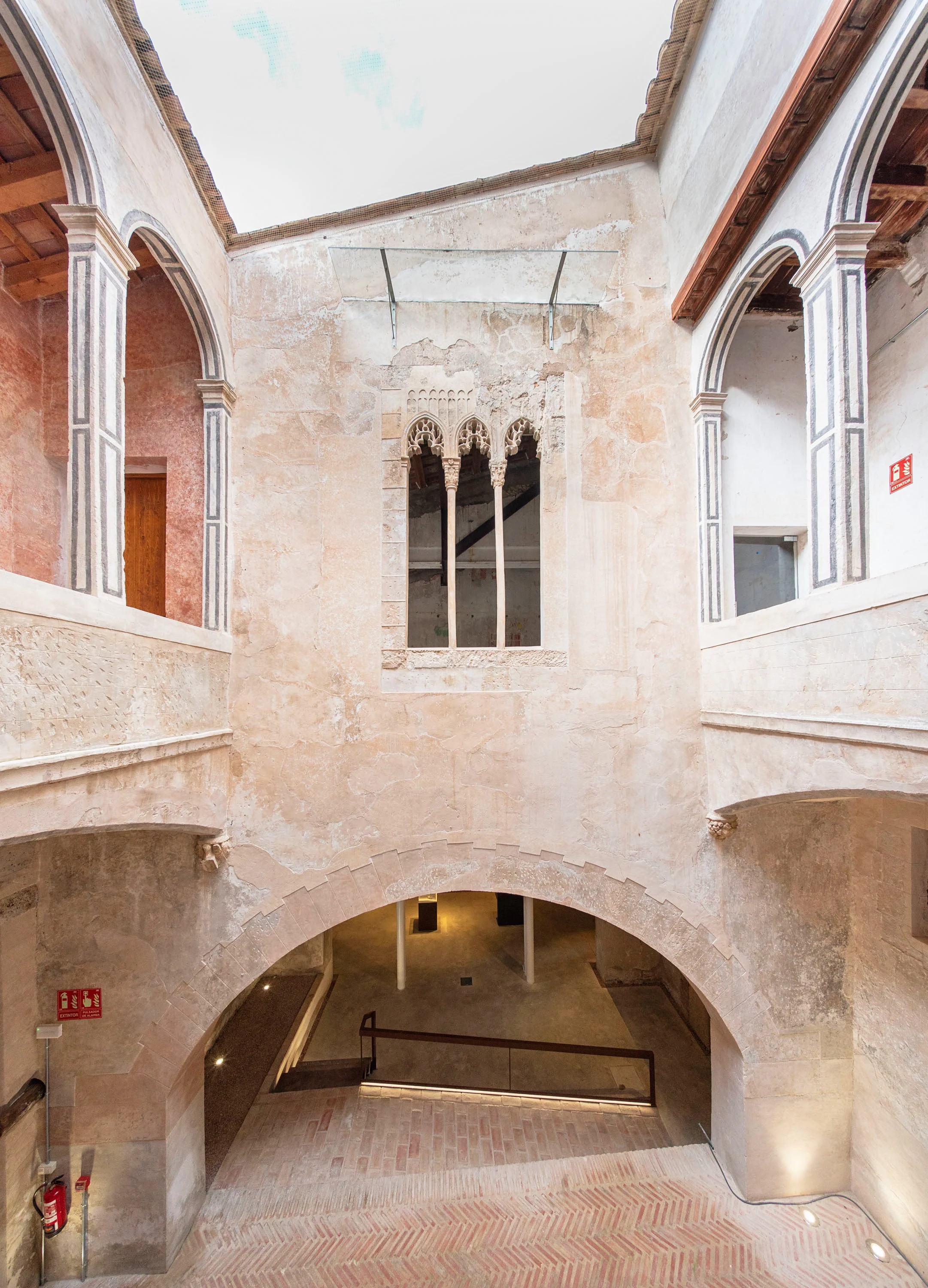
Interior del Palacio de los Duques de Medinaceli.

- Parking de autocaravanas. Dispone de un aparcamiento exclusivo para caravanas que permite vaciar las aguas grises y negras y reabastecerse de agua potable siendo totalmente respetuoso con el medioambiente y el entorno natural que rodea a la población. Es una de los pocas y mejores áreas para autocaravanas entre Teruel y Sagunto.

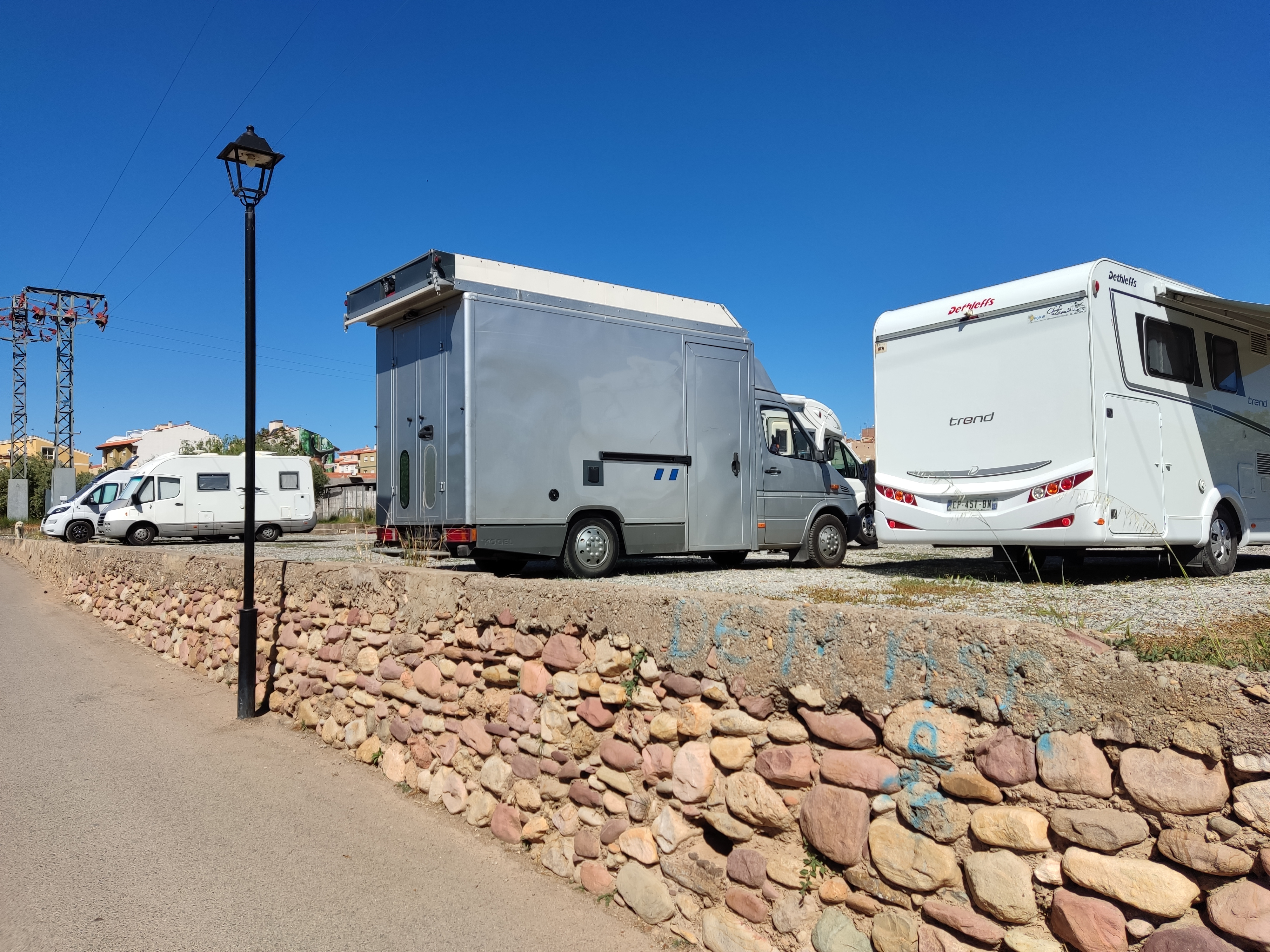
Autocaravanas aparcadas en el aparcamiento de Geldo.

## Accesos
La manera más sencilla de llegar es a través de la autopista A-23 de Sagunto a Somport. El pueblo se encuentra a 55 km de Valencia, 62 km de Castellón de la Plana, 28 km de Sagunto y 90 km de Teruel. En los últimos años los accesos al pueblo han mejorado sustancialmente. La implantación de nuevas rotondas, el paso por el pueblo de nuevas carreteras y la mejora del transporte público han sido algunos de estos avances. Desde hace ya varios años, el pueblo no tiene parada de tren ya que el antiguo apeadero fue abandonado debido a su lejanía del pueblo, su difícil acceso y su reducido tamaño. Sin embargo, a apenas 2 km llega el tren desde Sagunto a Segorbe y diariamente se puede viajar en autobús desde Valencia y Castellón con parada en la entrada de Geldo.